# 紅色気球
赤い風船（英語: Red Balloon ）は、2017年の中華民国のネットドラマ。全8回。野火娛樂とKKTVにより制作され、
2017年5月10日よりKKTV、愛奇藝台灣站、及びGagaOOLala同志電影線において放送された。主演は徐韜、陳世承、亮哲、謝坤達。男子高校生同士の同性愛を題材としている。紅色気球は中国語で「赤い風船」の意。日本未公開。

## 概要
男性教師との恋愛が原因で転校を余儀なくされた李向晚は、転校先の高校で夏之晨と出会う。高校の宿舎で生活をともにするうち二人は惹かれあってゆく。

## キャスト

### 主要人物
李向晚
演 - 徐韜、謝坤達
本作の主人公。転校生。男性教師との恋愛が原因で転校を余儀なくされた。写真撮影が趣味。豪放磊落な性格。
夏之晨
演 - 陳世承、亮哲
本作の主人公。1985年9月29日生まれ。学業優秀であり、バスケットボール部の部長も務める。父親の夏台生は夏之晨の通う高校の理事長。